# Ochropleura cortica
Ochropleura cortica là một loài bướm đêm trong họ Noctuidae.